# Destin–Fort Walton Beach Airport

i7
i11
i13
Der Destin–Fort Walton Beach Airport (IATA-Code: VPS, ICAO-Code: KVPS) ist der Verkehrsflughafen der amerikanischen Kleinstädte Destin und Fort Walton Beach im US-Bundesstaat Florida.
Die Besonderheit des Flughafens ist seine Lage innerhalb der Eglin Air Force Base.

## Lage und Verkehrsanbindung
Der Destin–Fort Walton Beach Airport liegt 12 Kilometer nordöstlich des Stadtzentrums von  Fort Walton Beach und 15 Kilometer nordwestlich des Stadtzentrums von Destin. Er befindet sich innerhalb der Eglin Air Force Base, welche wiederum größtenteils auf dem Gebiet von Valparaiso liegt. Von diesem Ort leiten sich auch die offiziellen Flughafencodes ab. Der Flughafen liegt an der Florida State Road 85. Außerdem verläuft westlich des Flughafens die Florida State Route 123, südlich verläuft die Florida State Route 189.
Weitere Verkehrsflughäfen in der Nähe sind der rund 60 km westlich gelegene Pensacola International Airport und der rund 75 km östlich gelegene Northwest Florida Beaches International Airport.
Der Flughafen ist nicht in den Öffentlichen Personennahverkehr eingebunden. Die Fluggäste müssen auf Mietwagen und Taxis zurückgreifen.

## Geschichte

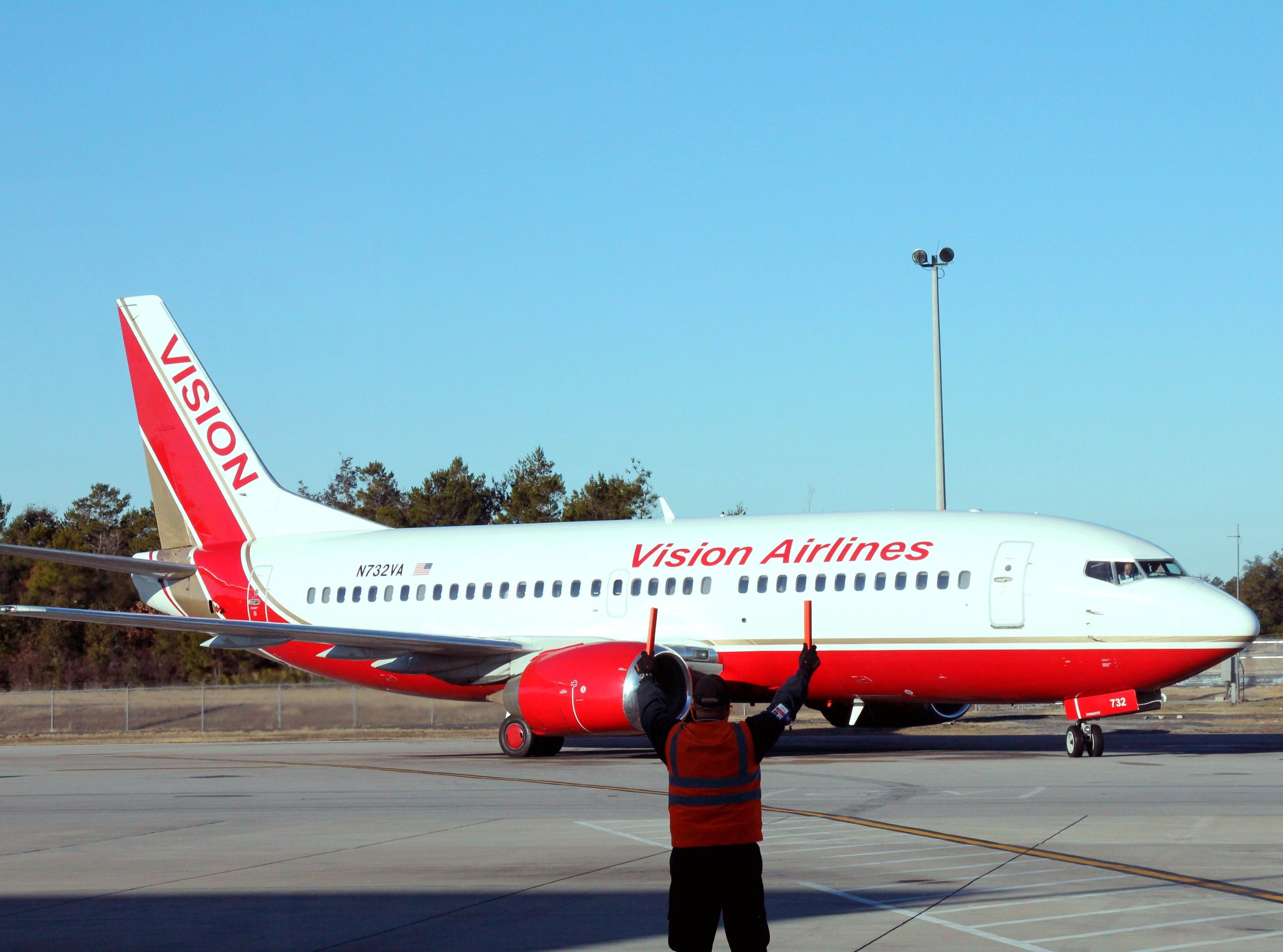
Boeing 737-300 von Vision Airlines auf dem Northwest Florida Regional Airport

Im Jahr 1957 wurde das Northwest Florida Air Terminal auf dem Gelände der Eglin Air Force Base eröffnet. Zu Beginn bot lediglich Southern Airways zwei tägliche Flüge an. Die Passagiere mussten das Tor der Air Force Base nutzen, um das Terminal zu erreichen. 1968 bot Southern Airways vier tägliche Flüge mit Douglas DC-9 an, als zweite Fluggesellschaft kam Air New Orleans mit zwei täglichen Flügen nach New Orleans hinzu.
Am 13. März 1975 wurde das erste Passagierterminal an der Florida State Route 85 eröffnet, dieses trug die Bezeichnung Okaloosa County Air Terminal. Es kostete rund 1,7 Millionen USD. Die Kosten wurden jeweils zum Teil durch das County, durch Southern Airways und durch Zuschüsse getragen. Southern Airways war erneut alleiniger Nutzer des Flughafens, täglich wurden zwölf Flüge durchgeführt. Im ersten Jahr wurden 185.000 Passagiere abgefertigt.
Im November 2004 öffnete der Okaloosa Regional Airport mit einem neuen Passagierterminal. Im ersten Jahr wurde er von 800.000 Passagieren genutzt. Im Juli 2005 begann American Eagle, den Dallas/Fort Worth International Airport fünfmal täglich anzufliegen. Sie setzte dafür Regionalverkehrsflugzeuge vom Typ Embraer ERJ 145 ein. Im September 2008 erfolgte die Umbenennung des Flughafens in Northwest Florida Regional Airport. Im April 2009 folgte US Airways mit drei täglichen Flügen nach Charlotte. Eingesetzt wurden Bombardier CRJ200. Im nächsten Monat wurden die Autovermietungen in ein gemeinsames Gebäude östlich des Terminals verlegt.
Im Mai 2010 wurde zu Ehren von Michael J. Novosel, einem Träger der Medal of Honor, ein Bell UH-1 vor dem Terminal aufgestellt. Im Dezember 2010 begann Vision Airlines, den Flughafen als Drehkreuz zu nutzen. Zu diesem Zeitpunkt wurden zwei verschiedene Ziele angeflogen, im März 2011 wurde das Angebot um 15 Ziele erweitert. Eingesetzt wurden Flugzeuge der Typen Boeing 737 und Dornier 328. Innerhalb eines Jahres stellte Vision Airlines jedoch sämtliche Flüge wieder ein. Im März 2012 nahm US Airways Flüge nach Washington, D.C. auf. Zu Beginn wurde der Flug mit einem Bombardier CRJ200 einmal täglich durchgeführt, später wurde die Frequenz auf zwei tägliche Flüge erhöht.
Am 17. Februar 2015 wurde beschlossen, den Flughafen in Destin–Fort Walton Beach Airport umzubenennen. Ab März 2016 bot GLO Airlines saisonale Flüge mit Saab 340B an, die Fluggesellschaft stellte den Betrieb jedoch im Folgejahr ein. Im Mai 2016 begann Allegiant Air, den Flughafen zu nutzen. Am 10. Januar 2017 kündigte Allegiant Air an, eine Basis auf dem Flughafen einzurichten und das Angebot deutlich auszuweiten. Ab 2019 bot Silver Airways kurzzeitig Flüge am Destin–Fort Walton Beach Airport an.
2021 begann Southwest Airlines, den Destin–Fort Walton Beach Airport zu nutzen, während United Airlines den Flughafen im nächsten Jahr verließ.

## Flughafenanlagen

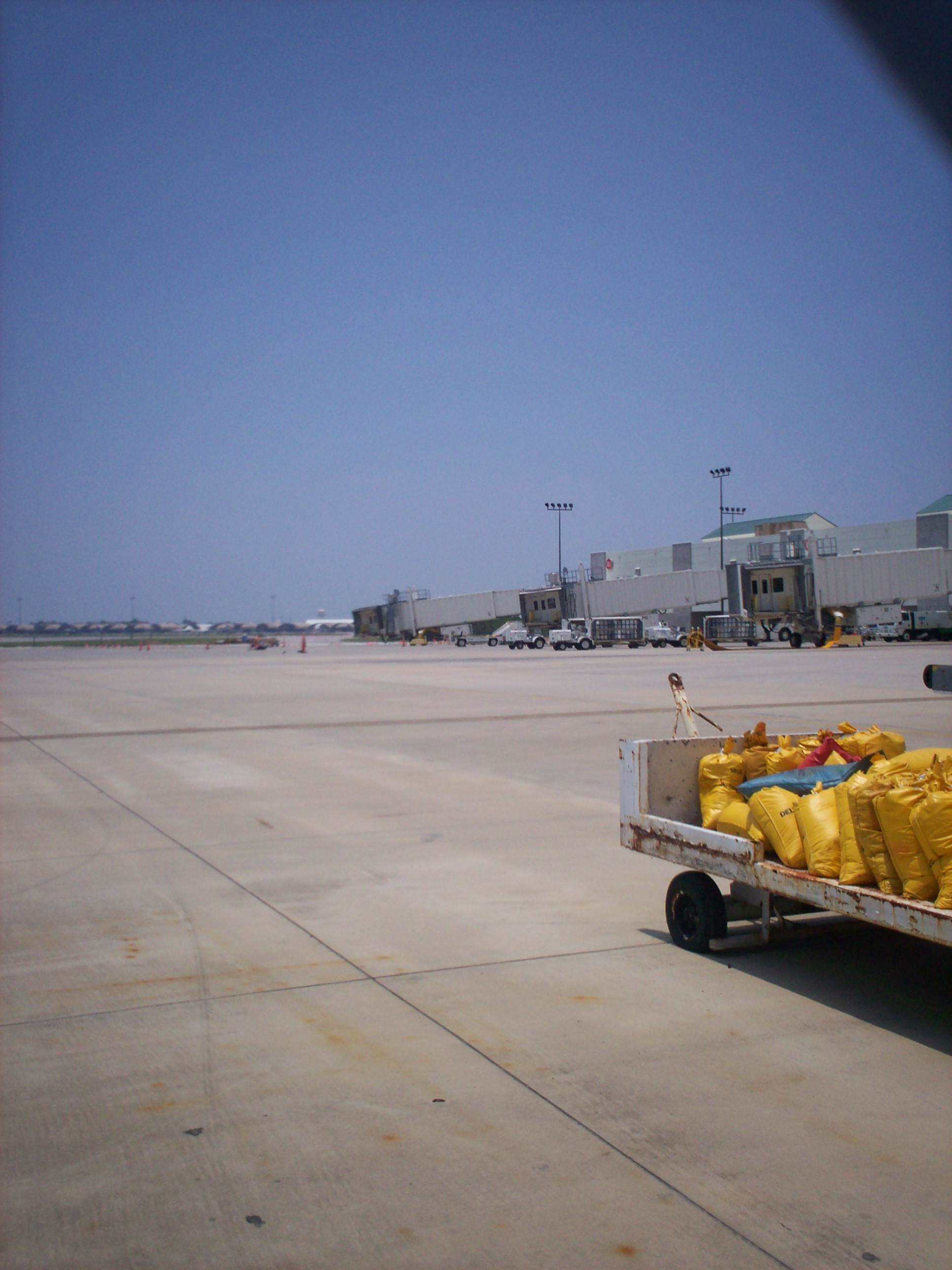
Die B-Flugsteige

### Start- und Landebahnen
Der zivile Flughafen nutzt die Start- und Landebahnen der Eglin Air Force Base. Die Start- und Landebahn 12/30, die am nächsten am Terminal liegt, ist 3654 m lang und 91 m breit. Daneben verfügt die Air Force Base noch über die Start- und Landebahn 01/19, welche 3048 m lang und ebenfalls 91 m breit ist.

### Terminal
Der Flughafen verfügt über ein Passagierterminal mit einer Größe von rund 10.000 m². Es befindet sich am nordwestlichen Ende der Air Force Base. Es ist mit 14 Flugsteigen ausgestattet, sieben davon verfügen über Fluggastbrücken.

### Sonstiges
Die zivilen Flüge werden durch den militärischen Kontrollturm abgefertigt, welcher sich an der südlichen Seite der Air Force Base befindet.

## Fluggesellschaften und Ziele
Der Destin–Fort Walton Beach Airport wird von den vier Passagierfluggesellschaften Allegiant Air, American Airlines, Delta Air Lines, Southwest Airlines und Sun Country Airlines genutzt. Die Flüge von American Airlines werden teilweise von American Eagle durchgeführt.
Es werden ausschließlich inneramerikanische Ziele angeflogen.

### Marktanteile der Fluggesellschaften
| Fluggesellschaft            | 2007    | 2022    | Bemerkung                                                     |
| --------------------------- | ------- | ------- | ------------------------------------------------------------- |
| Allegiant Air               | 0,00 %  | 31,70 % |                                                               |
| American Airlines           |         | 18,29 % |                                                               |
| Atlantic Southeast Airlines | 28,71 % | 0,00 %  | 2012 mit ExpressJet Airlines fusioniert                       |
| Delta Air Lines             | 14,99 % | 24,60 % |                                                               |
| Envoy Air                   | 19,83 % |         | bis 2014 American Eagle                                       |
| ExpressJet Airlines         | 7,47 %  |         |                                                               |
| Northwest Airlines          | 21,85 % | 0,00 %  | 2008 von Delta Air Lines übernommen, Betrieb 2010 eingestellt |
| PSA Airlines                |         | 3,39 %  |                                                               |
| Southwest Airlines          |         | 16,34 % |                                                               |
| Sonstige                    | 7,15 %  | 5,68 %  |                                                               |

## Verkehrszahlen
| Jahr | Fluggastaufkommen | Flugbewegungen (nur gewerblicher Luftverkehr) |
| ---- | ----------------- | --------------------------------------------- |
| 2022 | 2.006.297         | 17.508                                        |
| 2021 | 1.998.763         | 23.412                                        |
| 2020 | 953.547           | 14.500                                        |
| 2019 | 1.673.226         | 17.864                                        |
| 2018 | 1.413.843         | 15.416                                        |
| 2017 | 1.175.894         | 14.286                                        |
| 2016 | 915.650           | k. A.                                         |
| 2015 | 776.767           | k. A.                                         |
| 2014 | 751.363           | k. A.                                         |
| 2013 | 744.489           | k. A.                                         |

### Verkehrsreichste Strecken
| Rang | Stadt                                                | Passagiere | Fluggesellschaft        |
| ---- | ---------------------------------------------------- | ---------- | ----------------------- |
| 01   | Atlanta, Georgia                                     | 243.590    | Delta                   |
| 02   | Dallas/Fort Worth, Texas                             | 123.740    | American/American Eagle |
| 03   | Charlotte, North Carolina                            | 105.970    | American/American Eagle |
| 04   | Nashville, Tennessee                                 | 68.830     | Southwest               |
| 05   | Cincinnati, Ohio                                     | 54.690     | Allegiant               |
| 06   | Dallas–Love, Texas                                   | 44.370     | Southwest               |
| 07   | St. Louis–Belleville, Illinois                       | 40.960     | Allegiant               |
| 08   | Baltimore-Washington International Airport, Maryland | 35.540     | Allegiant, Southwest    |
| 09   | Washington–National, Washington, D.C.                | 28.560     | American/American Eagle |
| 10   | Fayetteville, Arkansas                               | 18.210     | Allegiant               |